# Stożkówka delikatna

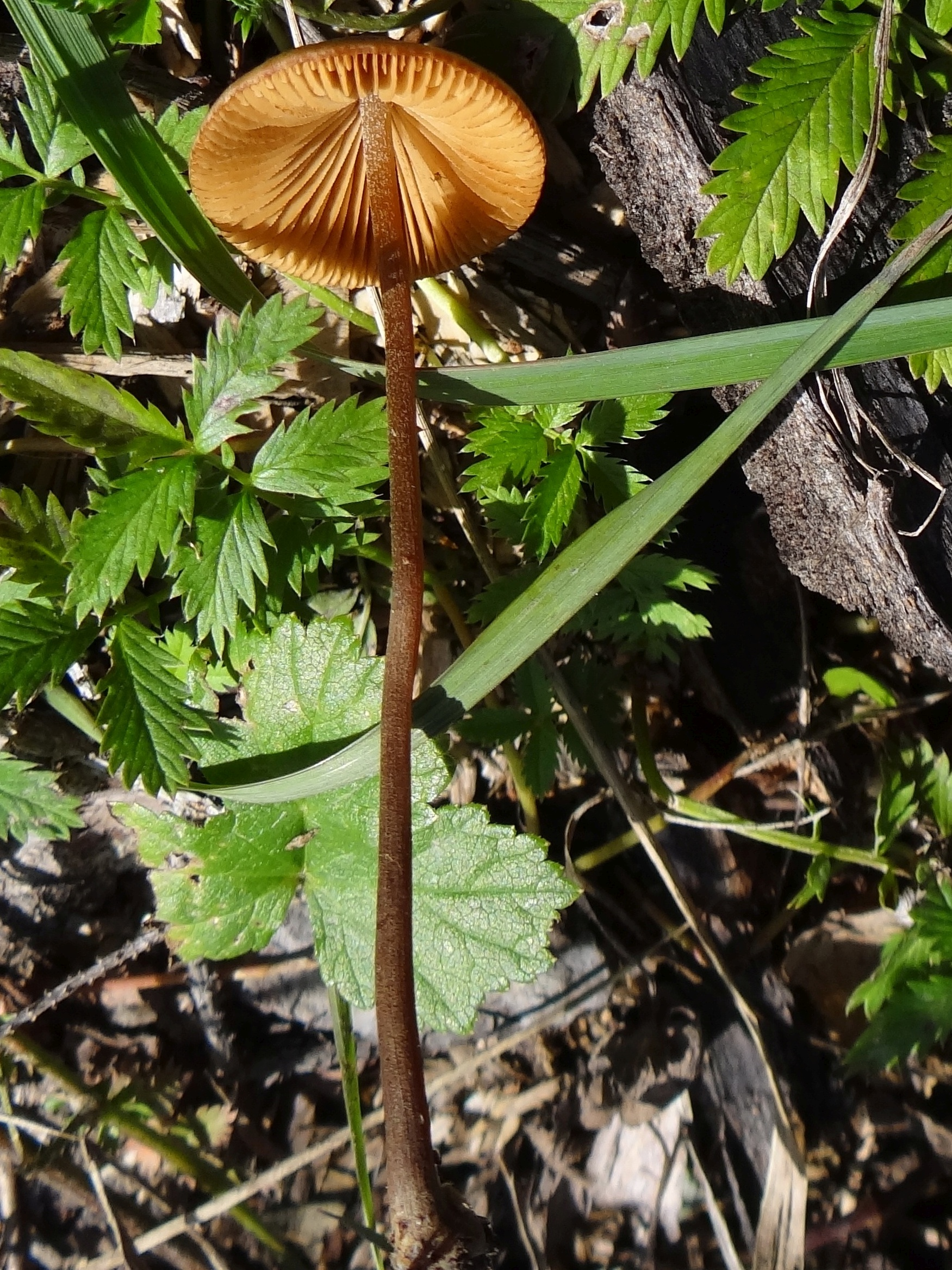

Stożkówka delikatna (Conocybe tenera (Schaeff.) Fayod – gatunek grzybów z rodziny gnojankowatych (Bolbitiaceae).

## Systematyka i nazewnictwo
Pozycja w klasyfikacji według Index Fungorum: Conocybe, Bolbitiaceae, Agaricales, Agaricomycetidae, Agaricomycetes, Agaricomycotina, Basidiomycota, Fungi.
Po raz pierwszy zdiagnozował go w 1774 r. Jacob Christian von Schaeffer nadając mu nazwę Agaricus tener. Obecną, uznaną przez Index Fungorum nazwę nadał mu Victor Fayod w 1889 r.
Synonimów ma 18. Niektóre z nich:

- Conocybe tenera f. excentrica Singer 1950
- Conocybe tenera f. macrocephala Kühner 1935
- Conocybe tenera (Schaeff.) Fayod, 1889 f. tenera
- Conocybe tenera var. olivacea M.M. Moser 1953
- Conocybe tenera var. tenella J.E. Lange ex Arnolds 1982
- Conocybe tenera (Schaeff.) Fayod 1889 var. tenera
- Galera tenera (Schaeff.) P. Kumm. 1871
- Galerula tenera (Schaeff.) Murrill 1917

Nazwę polską zaproponował Władysław Wojewoda w 2003 r., Franciszek Błoński opisywał ten gatunek jako hełmówkę delikatną. W niektórych atlasach grzybów jest opisywany jako stożkówka tenera.
Nazwa naukowa rodzaju pochodzi od łacińskiego słowa conus, oznaczającego stożek i cybe oznaczającego głowę – czyli stożkowa głowa. Nazwa gatunkowa pochodzi od łacińskiego słowa tenera oznaczającego delikatny.

## Morfologia
Kapelusz
Średnica 2–3 cm, wysokość 1–3 cm, kształt początkowo naparstkowaty, potem  wypukły. Jest higrofaniczny; podczas wilgotnej pogody ma kolor od rdzawego do rdzawobrązowego i jest wyraźnie żłobkowany, podczas suchej ma barwę od gliniastej do żółtobrązowej i żłobkowanie jest słabo widoczne.
Blaszki
Dość ciasne, brzuchate. Początkowo są bardzo blado ochrowe, później od zarodników stają się cynamonowe lub rdzawe. U dojrzałych owocników krawędzie blaszek są wyraźnie jaśniejsze niż powierzchnia.
Trzon
Smukły i cienki. Ma wysokość 5–9 cm i grubość 4–7 mm, bez pierścienia. Pod kapeluszem jest żółtobiały, ku dołowi ciemniejszy; brązowopomarańczowy lub rdzawobrązowy. Cała powierzchnia oszroniona.
Miąższ
Blado żółtobrązowawy, bez wyraźnego zapachu i smaku.
Cechy mikroskopijne
Podstawki 4-zarodnikowe, 17–30(34) × 8–12(13) μm, silnie dodatnie w NH4OH. Zarodniki jajowato podłużne do elipsoidalnych, bardzo nieznacznie spłaszczone lub nie, gładkie, z  ścianą o grubości 0,5–1 μm, z dużymi porami rostkowymi o szerokości 1–2 μm. W NH4OH mają barwę od pomarańczowo-brązowej do rdzawobrązowej. Rozmiary: (8,5)9,5–13(14) × (4,5)5,5–7(7,5) μm i 9,8–11,8 × 5, średnio 7–6,8 μm, Q = 1,6–2,1. Cheilocystydy o rozmiarach (13)17,5–25 x 6–13(18) μm, z krótką do średniej długości szyjką 1,5–4 × 1–1,5 μm i główką o średnicy 3.5 μm, średnio 4,8 μm. Pleurocystyd brak. Kaulocystydy lecytydowe, 15–35 × 7–12 μm, często o długiej smukłej szyjce 3–10 × 1,5–1,8 μm i zróżnicowanej średnicy 3,5–5,5 μm, z wieloma innymi elementami kulistymi i elipsoidalnymi o rozmiarach 7–12 × 5–9 μm. Trama zbudowana z silnie wypukłych strzępek o średnicy 4–28 μm. Skórka kapelusza zbudowana z warstwy brązowych, szypułkowatych komórek o rozmiarach 25–65 × 15–30 μm. Pileocystydy rozproszone do rzadkich, lecytopodobne, podobne do cheilocystyd, ale bardziej nieregularne w kształcie i często mniejsze. Komórki skórki trzonu hialinowe, o średnicy 2–7 μm z kaulocystydami, wyjątkowo z cylindrycznymi włosami o rozmiarach 80 × 5 μm.

## Występowanie i siedlisko
W Ameryce Północnej i Europie jest to gatunek szeroko rozprzestrzeniony. W Europie występuje od Hiszpanii po około 66° szerokości geograficznej w Norwegii. Poza tym notowany w Maroku, Korei. Japonii i na Hawajach. Należy do najczęściej spotykanych w Europie stożkówek. W Polsce raczej pospolity, w piśmiennictwie naukowym na terenie Polski podano liczne stanowiska.
Rośnie na ziemi na łąkach, pastwiskach, polach uprawnych, polach, ogrodach, w zaroślach, przy drogach, w miejscach trawiastych i wśród mchów. Owocniki wytwarza od kwietnia do listopada.

## Znaczenie
Saprotrof. Grzyb trujący.

## Gatunki podobne
Stożkówka miękka (Conocybe apala). Jest o wiele jaśniejsza, ma bardziej wydłużony i stożkowaty kapelusz i pojawia się na trawnikach wkrótce po deszczu. Podobna jest także stożkówka jajowata, czasami gatunki te są niemożliwe do odróżnienia.